# Traktat z Alcáçovas
Traktat z Alcáçovas – traktat kończący wojnę o sukcesję kastylijską, zawarty 4 września 1479 r. przez władców Kastylii i Aragonii – Izabelę I Kastylijską i Ferdynanda II Aragońskiego z jednej strony oraz władcę Portugalii Alfonsa V Afrykańczyka i jego syna Jana II Doskonałego z drugiej strony.
W traktacie królowie Portugalii zrzekali się pretensji do tronu Kastylii, a władcy Kastylii i Aragonii zobowiązywali się nie rościć sobie pretensji do tronu portugalskiego. Traktat przewidywał także małżeństwo między najstarszą córką Ferdynanda II i Izabeli I, Izabelą z Asturii, z wnukiem Alfonsa V, późniejszym królem Manuelem I Szczęśliwym. Alfons i Jan podpisali traktat 8 września 1479 r. w Evorze, a Izabela i Ferdynand 6 marca 1480 r. w Toledo, natomiast papież Aleksander VI ratyfikował go 2 czerwca 1481 r. bullą Aeterni regis.
Traktat ustalił również, że Wyspy Kanaryjskie pozostaną we władzy Kastylii, natomiast Portugalia otrzymała prawo do eksploatacji Oceanu Atlantyckiego na południe od tych wysp, prowadząc żeglugę, handel i podbój nowych terytoriów. Tym samym Portugalia potwierdziła swoje prawa do Gwinei i Wysp Zielonego Przylądka, a poza tym utrzymała położone dalej na północy – Maderę i Azory. Uzyskała także prawo do podboju Królestwa Fezu.
Chociaż celem traktatu było zakończenie sporów pomiędzy stronami, zatargi o terytoria położone nad brzegami Oceanu Atlantyckiego nadal trwały. Najpoważniejszym zagrożeniem dla funkcjonowania traktatu stało się odkrycie Ameryki przez Krzysztofa Kolumba. Kolumb wracając do Europy pojawił się na dworze Jana II w Portugalii, informując go o swoim odkryciu. Jan II ostrzegł, że jeżeli nowe terytoria znajdują się na południe od Wysp Kanaryjskich, wówczas powinny należeć do Portugalii. Chcąc ochronić swój stan posiadania, Hiszpanie doprowadzili do wydania przez papieża Aleksandra VI dokumentu II Inter Caeteras, który przyznawał odkryte przez Kolumba ziemie Kastylii. Efektem dalszych negocjacji stał się traktat w Tordesillas, dzielący na nowo zamorskie zdobycze.